# A tizenöt éves kapitány
A tizenöt éves kapitány (franciául: Un capitaine de quinze ans) Jules Verne 1878-ban megjelent regénye. Fő témája a rabszolgaság és különösen az afrikai portugál gyarmatokon folyó rabszolga-kereskedelem.

## Témakörök
A regényben előforduló témakörök:
- A felnőtté válás nehézségei – a hősies Dick Sandnek el kell vállalnia a hajó vezetését (kapitányságát), miután az igazi kapitány életét veszti egy bálnavadászat során.
- Az entomológia (rovartan) felfedezése
- A rabszolgaság elítélése
- A bosszú leírása

## Cselekmény
Dick Sand egy tizenöt éves fiú, aki a Pilgrim (Zarándok) nevű szkúner fedélzetén szolgál mint hajósinas. A személyzet tapasztalt bálnavadászokból áll, akik minden évben Új-Zéland felé veszik az útjukat. Egy szerencsétlen vadászszezon után azonban azt tervezik, hogy a hajót és vele együtt a hajótulajdonos feleségét (Weldonnét), annak ötéves fiát (Jack Weldont) és a rovartanász unokabátyját (Benedek bácsit) San Fransiscóba szállítják. Az amerikai város kikötőjében van ugyanis a bálnavadász cég és annak tulajdonosa, James Weldon. A hajóút során öt hajótöröttet (Tom, Acteon, Bat, Austin, Hercules) és egy kutyát (Dingo) mentenek ki egy süllyedő hajóról. Az utazás vége felé egy bálnát vesznek észre, amelyet megpróbálnak elejteni a profit reményében. Teszik ezt különösen azért is, mert a sikertelen szezon után próbálják a veszteségeiket csökkenteni. Hull kapitány vonakodva, de Sand Dicket bízza meg a hajó vezetésével, amíg ő a bálna elejtésére indul.
A vadászat azonban rosszra fordul, és Hull kapitány a tapasztalt matrózaival a tengerbe vész. Dick így egyedül marad a hajó irányítására néhány emberrel, akiket éppen a hajóroncsról menekítettek ki. Dick megpróbálja ezeket az embereket megtanítani a hajózás alapjaira, és megkísérli a hajóval Dél-Amerika partjait elérni a segítség reményében. Negoro, a hajó ideiglenes szakácsa azonban gonosz tervet forralva félrevezeti Sand Dicket. Negoro összetöri az egyik iránytűt, a másikat egy mágnessel eltéríti, valamint a hajó sebességének mérésére szolgáló eszközt is használhatatlanná teszi. Ezzel lehetetlenné teszi a hajó navigációját. Negoro ténykedésének következtében a hajó Dél-Amerika partjai helyett egyenlítői Afrikában köt ki. A cselszövése sokára jönnek csak rá. Kiderül, hogy Negoro afrikai rabszolga-kereskedő, és az utasokat rabszolgaként adja el. A csapdájába esett Weldonnét, fiát és Benedek bácsit túszként akarja felhasználni, hogy értük a gazdag tulajdonostól, James Weldontól váltságdíjat kapva még több pénzt szerezzen. Afrikai szárazföldi útjuk során sok szenvedést kell elviselniük. Dick nem törik meg, és végül bátorságának, leleményességének és néger barátainak köszönhetően a rá bízott embereket biztonságba juttatja.

## Szereplők
- Dick Sand - a tizenöt éves kapitány
- Hull kapitány - A bálnavadászhajó, a Pilgrim kapitánya
- James Weldonné - James Weldon, a Pilgrim tulajdonosának felesége
- Jack Weldon - James Weldon fia
- Benedek bácsi - Weldonék rokona; ízeltlábúak tudósa
- Nan - Weldonné öreg néger szolgálója
- Negoro - rabszolgahajcsár, a Pilgrim ideiglenes hajószakácsa
- Tom - egy hajóroncson ragadt amerikai néger
- Bat, Austin, Acteon, Hercules - Tom társai (Hercules rendkívül erős)
- Dingo - ő is a hajóroncs foglya, Negorót rendkívül utálja
- Harris - Negoro "munkatársa"
- Alvez - az angolai rabszolgahajcsárok vezére
- Moini-Lungga - Kazonndé királya; túlzott alkoholfogyasztás miatt meghal

## Feldolgozások

### Filmváltozatok
- Пятнадцатилетний капитан (szovjet, 1945)[1]
- Un Capitán de quince ańos (francia-spanyol, 1974)[2]

### Hangjátékok magyarul
- Rádiójáték (1969)[3]
- Rádiójáték (1989)[4]